# Alain René-Corail
Alain René-Corail (né le 21 avril 1962 à Saint-Ouen) est un athlète français, spécialiste du triple saut. 

## Biographie
Il remporte deux titres de champion de France du triple saut, en 1984 et 1985. Son record personnel, établi en 1987, est de 16,90 m.

### Palmarès
- Championnats de France d'athlétisme :
  - 2 fois vainqueur du triple saut en 1984 et 1985.

### Records
| Épreuve     | Performance | Lieu | Date |
| ----------- | ----------- | ---- | ---- |
| Triple saut | 16,90 m     |      | 1987 |